# 中途難聴者
中途難聴者（ちゅうとなんちょうしゃ）とは、聴覚障害者（難聴者）の一区分で、音声言語獲得後に聴力が下がった人のことである。聴力を失った人は、中途失聴者（片耳の場合は片耳中途失聴者）という。
音声言語獲得前の失聴者はろう者という。